# Neosycophila brasiliensis
Neosycophila brasiliensis is een vliesvleugelig insect uit de familie Eurytomidae. De wetenschappelijke naam is voor het eerst geldig gepubliceerd in 1906 door Mayr.